# Nosopsyllus ceylonensis
Nosopsyllus ceylonensis är en loppart som beskrevs av Smit 1953. Nosopsyllus ceylonensis ingår i släktet Nosopsyllus och familjen fågelloppor. Inga underarter finns listade i Catalogue of Life.